# Peponocranium
Peponocranium is een geslacht van spinnen uit de familie hangmatspinnen (Linyphiidae).

## Soorten
De volgende soorten zijn bij het geslacht ingedeeld:
- Peponocranium dubium Wunderlich, 1995
- Peponocranium ludicrum (O. P.-Cambridge, 1861)
- Peponocranium orbiculatum (O. P.-Cambridge, 1882)
- Peponocranium praeceps Miller, 1943
- Peponocranium simile Tullgren, 1955